# کناریک تر-داوتیان
کناریک سورنی تر-داوتیان (کناریک آروشاتیان) (ارمنی: Քնարիկ Սուրենի Տեր-Դավթյան (Քնարիկ Արևշատյան؛ زادهٔ ۶ سپتامبر ۱۹۲۶ - درگذشته ۱ ژوئیهٔ ۲۰۲۱) لغت‌شناس، مترجم و تاریخ‌نگار اهل ارمنستان بود.

## زندگی‌نامه
وی در ۶ سپتامبر ۱۹۲۶ در تبریز، ایران به دنیا آمد و از دانشگاه دولتی ایروان (۵۰–۱۹۴۵) فارغ‌التحصیل گشت.  وی در انستیتو ادبی فرهنگستان ملی علوم ارمنستان و ماتناداران فعالیت می‌کرد. وی با سن آروشاتیان ازدواج نمود و مادر آنا آروشاتیان بود. وی در ۱ ژوئیهٔ ۲۰۲۱ در سن ۹۴ سالگی در ارمنستان درگذشت.